# Pietrosul Broștenilor - Cheile Zugrenilor
Pietrosul Broștenilor - Cheile Zugrenilor este o arie protejată (arie specială de conservare — SAC, sit de importanță comunitară — SCI) din România, desemnată în scopul protejării biodiversității și menținerii într-o stare de conservare favorabilă a florei spontane și faunei sălbatice, precum și a habitatelor naturale de interes comunitar aflate în arealul zonei protejate. Aceasta se întinde pe o suprafață de 456 ha, integral pe uscat.

## Localizare
Situl se întinde pe teritoriul administrativ al municipiului Câmpulung Moldovenesc și pe cele ale comunelor Crucea și Dorna-Arini din județul Suceava.Centrul sitului Pietrosul Broștenilor - Cheile Zugrenilor este situat la coordonatele 47°23′40″N 25°31′53″E / 47.394528°N 25.531314°E.

## Înființare
Situl Pietrosul Broștenilor - Cheile Zugrenilor (ROSCI0196) a fost declarat sit de importanță comunitară în decembrie 2007 pentru a proteja 1 specie de plante și 11 specii de animale. Situl a fost protejat și ca arie specială de conservare în mai 2022. Situl include rezervația naturală Cheile Zugrenilor.

## Biodiversitate
Situată în ecoregiunea alpină, aria protejată conține 5 habitate naturale: Pajiști alpine și boreale, Pante stâncoase silicioase cu vegetație casmofită, Păduri acidofile de Picea de la nivel montan la nivel alpin (Vaccinio-Piceetea), Pajiști boreale și alpine pe substrat silicios, Liziere de ierburi înalte hidrofile de câmpie și de nivel montan până la alpin.
La baza desemnării sitului se află mai multe specii protejate:
- plante (1): clopoțelul de munte (Campanula serrata)
- amfibieni (3): izvoraș-cu-burta-galbenă (Bombina variegata), salamandra carpatică (Triturus montandoni), triton cu creastă (Triturus cristatus), specie aflată pe lista roșie a IUCN[5] și protejată la nivel european prin Directiva CE 92/43/CE din 21 mai 1992 (privind conservarea habitatelor naturale și a speciilor de faună și floră sălbatică)[6]
- mamifere (4): liliac cârn (Barbastella barbastellus), liliac cu urechi mari (Myotis bechsteinii), liliac comun (Myotis myotis), urs brun (Ursus arctos)
- pești (4): moioagă (Barbus petenyi), zvârlugă (Cobitis taenia Complex), hadină (Eudontomyzon danfordi), lostriță (Hucho hucho)

Pe lângă speciile protejate, pe teritoriul sitului au mai fost identificate 7 specii de plante, 3 specii de amfibieni, 3 specii de mamifere, 1 specie de pești.